# نزلة القديم
قرية نزلة القديم هي إحدى القرى التابعة لمركز الغنايم في محافظة أسيوط في جمهورية مصر العربية. حسب إحصاءات سنة 2006، بلغ إجمالي السكان في نزلة القديم 1039 نسمة، منهم 557 رجل و482 امرأة.